# DaRon Bland
DaRon Bland (Modesto, 12 luglio 1999) è un giocatore di football americano statunitense che milita nel ruolo di cornerback per i Dallas Cowboys della National Football League (NFL).

## Carriera

### Dallas Cowboys
Bland fu scelto nel corso del quinto giro (167º assoluto) nel Draft NFL 2022 dai Dallas Cowboys. Il 2 ottobre 2022 fece registrare il suo primo intercetto ai danni di Carson Wentz dei Washington Commanders. Il 4 dicembre fece registrare due intercetti su Matt Ryan degli Indianapolis Colts. La sua prima stagione si chiuse al secondo posto tra i rookie della NFL con 5 intercetti, oltre a 54 tackle e 7 passaggi deviati, disputando tutte le 17 partite, di cui 8 come titolare.
Nel quarto turno della stagione 2023, Bland mise a segno un intercetto su Mac Jones ritornandolo in touchdown nella vittoria sui New England Patriots. Nella vittoria dell'ottavo turno sui Los Angeles Rams ritornò per la terza volta in stagione un intercetto in touchdown. Si ripeté nella settimana 11, pareggiando il record stagionale NFL con la quarta marcatura su intercetto e venendo premiato come miglior difensore della NFC della settimana. Quattro giorni dopo nella gara del Giorno del Ringraziamento si appropriò del record solitario ritornando per 63 yard in touchdown un intercetto su Sam Howell dei Washington Commanders. Alla fine di novembre fu premiato come miglior difensore della NFC del mese. A fine stagione fu convocato per il suo primo Pro Bowl e inserito nel First-team All-Pro dopo avere guidato la NFL con 9 intercetti.
Il 24 agosto 2024 fu annunciato che Bland si sarebbe sottoposto a un intervento chirurgico a causa di una frattura da stress al piede, perdendo tra le sei e le otto settimane. Alla fine tornò in campo nel dodicesimo turno partendo come titolare nella vittoria sui Commanders in cui mise a segno 6 tackle.

## Palmarès
- Convocazioni al Pro Bowl: 1

2023
- First-team All-Pro: 1

2023
- Difensore della NFC del mese: 1

novembre 2023
- Difensore della NFC della settimana: 1

11ª del 2023
- Leader della NFL in intercetti: 1

2023